# All I Was
All I Was – pierwszy album amerykańskiej formacji Tremonti, wydany 17 lipca 2012 nakładem FRET12.

## Lista utworów
Źródło.
1. Leave It Alone – 4:39
2. So You're Afraid – 3:56
3. Wish You Well – 3:00
4. Brains – 4:31
5. The Things I've Seen – 4:37
6. You Waste Your Time – 3:47
7. New Way Out – 4:19
8. Giving Up – 4:45
9. Proof – 4:41
10. All I Was – 3:39
11. Doesn't Matter – 3:39
12. Decay – 3:57

Utwory bonusowe:
1. All That I Got - 4:16 (wydany 16 kwietnia 2013)

## Twórcy
Źródło:
- Mark Tremonti – wokal prowadzący, gitara prowadząca
- Eric Friedman – gitara rytmiczna, gitara basowa, wokal wspierający
- Garrett Whitloc – perkusja